# I'm Just a Kid
"I'm Just A Kid" är pop/punkbandet Simple Plans första singel från debutalbumet No Pads, No Helmets...Just Balls från 2002, skriven av sångaren Pierre Bouvier. Låten släpptes som singel den 19 februari 2001. Låten har hörts i filmer som Grind, The New Guy och Fullt Hus. Det finns två versioner av den här låten, en städad och en ocensurerad. Den städade versionens brygga börjar med "what the hell", medan den ocensurerade versionen börjar med "what the fuck".

## Musikvideo
Musikvideon handlar om hur en vanlig kille försöker stöta på en tjej (Eliza Dushku) genom att göra farliga saker, som andra killar (Simple Plan) avbryter hela tiden genom att ta hans plats, och sen misslyckas de totalt. Videon innehåller också en scen när den typiska coola killen blir påkörd av en buss. Musikvideon innehåller skådespelarna från filmen "The New Guy", en av dem är DJ Qualls. Videon finns med som extra material på "The New Guy" DVD:n.

## Annat
- Tony Hawk syns i videon som en av killarna i skateboardpubliken. Han syns heja efter att en skateboardåkare lyckas glida ner från ett räcke.